# Суракаево
Суракаево (баш. Сураҡай) — хутор в Куюргазинском районе Республики Башкортостан Российской Федерации. Входит в состав Кривле-Илюшкинского сельсовета. 

## География

### Географическое положение
Расстояние до:
- районного центра (Ермолаево): 32 км,
- центра сельсовета (Кривле-Илюшкино): 10 км,
- ближайшей ж/д станции (Ермолаево): 32 км.

## Население
| 2002 | 2009 | 2010 |
| ---- | ---- | ---- |
| 3    | ↘0   | ↗5   |

Национальный состав
Согласно переписи 2002 года, преобладающая национальность — чуваши (100 %).